# Алексеева, Ольга Валерьевна
Ольга Валерьевна Алексеева (9 декабря 1983, Москва) — российский журналист, главный редактор интернет-сайта «Газета.Ru» с июля 2016 по октябрь 2019 года.

## Биография
Выпускница Российского государственного гуманитарного университета и Финансового университета при Правительстве Российской Федерации. С 2006 года работала в «Газете.Ru» корреспондентом и редактором отдела бизнеса. В 2016 году назначена главным редактором «Газеты.Ru».